# Ratatics Péter
Ratatics Péter (1982 –) magyar üzletember, az Újpest FC és a MÁSZ elnöke, valamint a MOL-csoport fogyasztói szolgáltatásokért felelős ügyvezető igazgatója. 

## Karrierje
A budapesti Corvinus Egyetemen végzett közgazdászként 2006-ban. Ratatics gázkereskedelmi és üzletfejlesztési szakértőként kezdte karrierjét a MOL-nál 2007-ben, majd 2009-ben az ügyvezető testület mellett dolgozó tanácsadói csapat vezetője lett. 2009 és 2010 között a Szervezettervezés és Folyamatmenedzsment szervezet, majd 2010-2011-ben a Törzskar vezetője volt.  2011 májusától a MOL-csoport Társasági Támogatás igazgatója volt. 2011 és 2018 között az INA igazgatóságának tagja volt. 2012 és 2021 között az FGSZ felügyelő bizottságának alelnöke. 2013-tól 2019-ig az IES igazgatóságának tagja. 2017-től a MOL Fleet Holding Kft., 2018-tól a MOL Ingatlankezelő Kft. és a MOL Ingatlan Holding Kft. ügyvezető igazgatója. 2018 júliusától elnöke a Magyar Ásványolaj Szövetségnek, és ezzel egyidőben a MOL teljes magyarországi operatív működéséért felelős ügyvezető igazgatójának nevezték ki, amely pozíciót 2022 októberéig látott el, ekkor nevezték ki az INA Igazgatóságának elnökévé, mely tisztséget 2023 júniusáig töltötte be. 2023-tól a MÁV Igazgatóságának tagja. 2024. március 21-től az Újpest FC elnöke. 2025. július 22-től a BME-t fenntartó társaság (BME Fenntartó Zrt.) igazgatóságának elnöke.